# Acanthephippium mantinianum
Acanthephippium mantinianum Lucien Linden & Cogn. (1897), es una orquídea de hábito terrestre originaria de Filipinas.

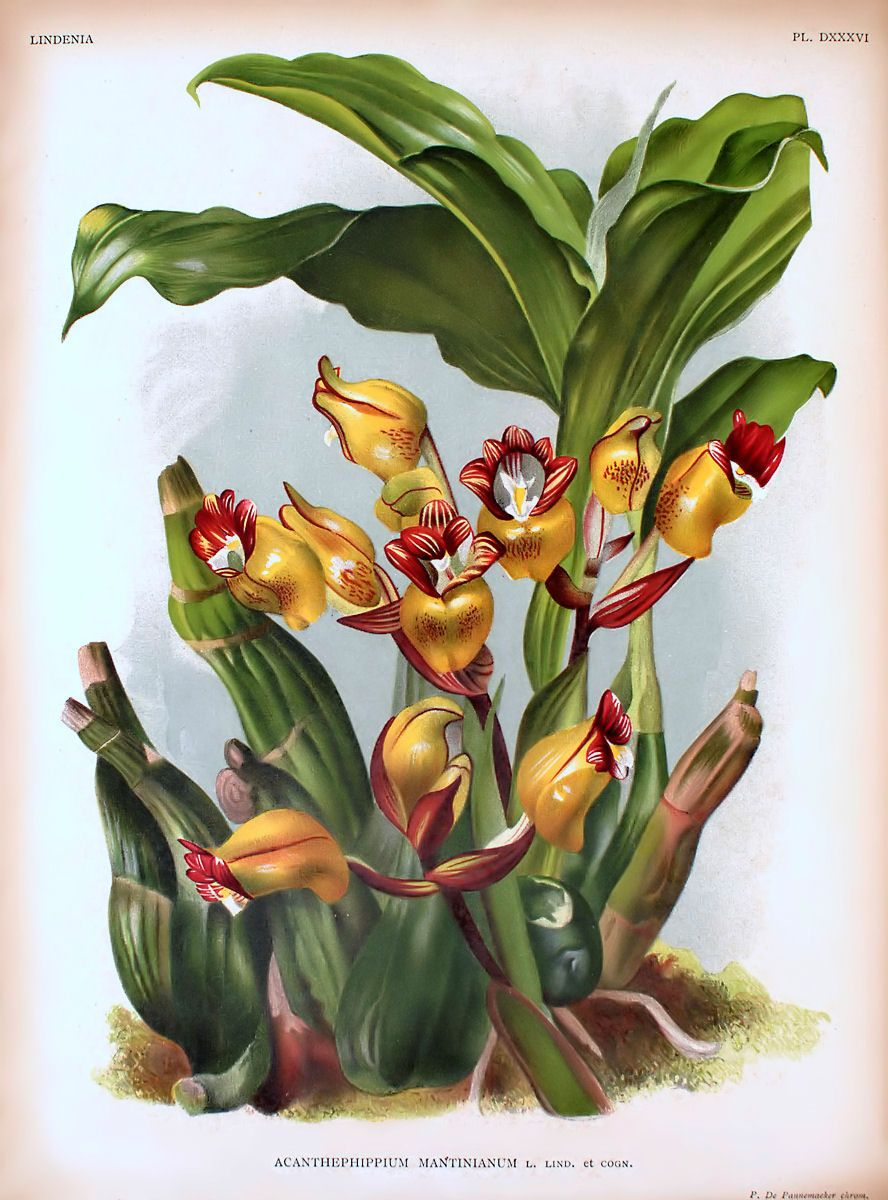
Ilustración

## Descripción
Es una especie caduca de hábito terrestre que tiene pseudobulbo de color púrpura oscuro a verde oscuro, translúcido, ovoide en disminución hacia el ápice con tres hojas carnosas, elípticas a oblongo-lanceoladas. Florece en el verano en una inflorescencia de 25 cm de largo en forma el racimo lateral derivado de un nuevo crecimiento y con hasta cinco flores carnosas y muy fragantes de 5 cm de largo.

## Distribución y Hábitat
La planta se encuentra  en Filipinas en elevaciones de 500 a 1500 m s. n. m. en la sombra de las regiones montañosas.

## Taxonomía
Acanthephippium mantinianum fue descrita por Linden & Cogn.  y publicado en Orchids of Borneo 1: 53. 1994.
Etimología
Acanthephippium: nombre genérico que procede de las palabras griegas: " acanthos " = " espinoso " y " ephippion " = " sillín "," asiento ", en referencia a la estructura del labelo que se asemeja a una silla de montar.
mantinianum: epíteto dedicado a Mantin un entusiasta botánico belga de los años 1800.
Sinonimia
- Acanthophippium mantinianum L.Linden & Cogn.[1][2][3]